# Ульрих, Аксель
Аксель Ульрих (Axel Ullrich; род. 19 октября 1943, Любань, Германия) — немецкий онколог, один из основоположников биотехнологий.
Член Леопольдины (2000) и Венгерской АН (2013), глава отдела молекулярной биологии Max Planck Institute of Biochemistry.
Один из разработчиков трастузумаба. Его труды также послужили появлению хумулина и сунитиниба.

## Биография
Изучал биохимию в Тюбингенском университете.
В 1975 году получил докторскую степень по молекулярной генетике в Гейдельбергском университете.
Являлся постдоком в Калифорнийском университете в Сан-Франциско (1975—1977), после чего в 1978 году поступил исследователем в Genentech там же в Сан-Франциско (работал им в которой до 1988 года).
С 1988 года возглавляет отдел молекулярной биологии Max Planck Institute of Biochemistry.
Одновременно с 2004 по 2007 год исследовательский директор проекта Singapore Oncogenome (SOG).
Соучредитель трёх биотехнологических компаний: SUNGEN Inc. (США, 1991), U3 Pharma AG (Германия), Axxima Pharmaceuticals AG (Германия).
Почётный профессор Second Military Medical University (Китай) и Тюбингенского университета.
Иностранный почётный член Американской академии искусств и наук (2005), член Академии Американской ассоциации исследований рака (2014) и EMBO.
Опубликовал более 450 статей в международных журналах и цитировался более 50 тыс. раз, являясь одним из наиболее цитируемых учёных в мире.

## Награды и отличия
- Paul-Langerhans-Medaille[нем.], Германское диабетическое общество (1987)
- Deutscher Krebspreis[нем.] (1998)
- AACR[англ.] Bruce F. Cain Memorial Award (2000)
- Премия Роберта Коха одноимённого фонда (2001)
- Международная премия короля Фейсала по медицине (2003)
- Deutsche Krebshilfe Preis[нем.] (2005)
- Otto-Warburg-Medaille[нем.], GBM (2005)
- Warren Alpert Foundation Prize[нем.] (2006)
- Karl Heinz Beckurts-Preis[нем.] одноимённого фонда (2007)
- Prinz-Mahidol-Preis[нем.] (2007)
- Pezcoller Foundation-AACR International Award (2008)
- Sheikh Hamdan bin Rashid Al Maktoum Award for Medical Sciences[англ.] (2008)[7]
- Премия Пола Янссена за биомедицинское исследование[англ.] (2009)
- Debrecen Award for Molecular Medicine[англ.] (2009)
- Премия Вольфа по медицине (2010)
- Введен в Hall of Fame of German Research (2012)
- Johann-Georg-Zimmermann-Medaille[нем.] (2016)
- Премия Ласкера — Дебейки за клинические медицинские исследования (2019)

Офицерский крест ордена «За заслуги перед Федеративной Республикой Германия» (2009).